# Kate Thompson (Schriftstellerin, 1956)
Kate Thompson (* 10. November 1956 in Halifax, West Yorkshire) ist eine britische Schriftstellerin.

## Leben
Die Eltern von Kate Thompson sind beide Historiker, die sich in den Antikriegs-Bewegungen engagierten. Sie ist die jüngste von drei Kindern.
Schon als Teenager liebte sie es, Geschichten, Gedichte und Gesangstexte zu schreiben. Als sie acht Jahre alt war, zogen ihre Eltern mit ihr nach Leamington Spa um. Sieben Jahre später zogen sie nach Worcester. In den Ferien in Wales entwickelte sie ihre Liebe zu den Bergen, zum Wandern und zum Nachdenken.
Nach ihrer Schulzeit trainierte sie in den USA Rennpferde und begann später ein Jurastudium in London, das sie aber nicht befriedigte und das sie daher nicht abschloss. Sie wollte die Welt und sich selbst entdecken und unternahm mehrere ausgedehnte Reisen durch Indien. 1981 nahm sie ihren Wohnsitz in der Republik Irland. 1984 zog sie mit ihrem Lebensgefährten Conor Minogue nach Inagh im irischen County Clare, wo bald darauf ihre beiden Töchter geboren wurden.
Die anschließenden zehn Jahre verbrachte sie als Hausfrau, mit ihrem Gemüsegarten und ihrer Familie. 1992 veröffentlichte Knute Skinner in den USA in seiner Zeitschrift The Signpost Press eine Sammlung von Kate Thompsons Gedichten, die sie mit There Is Something betitelte. Um 1993 begann sie, Romane für Kinder und Erwachsene zu schreiben. 1994 zog sie nach Kinvara im südwestlichen County Galway in Irland.
Switcher war ihr erster Roman, der 1994 von Aran Press in Irland veröffentlicht wurde. Als der Verlag Bankrott machte, hatte Kate Thompson einige Jahre lang keinen Verleger. Erst 1997 wurden Switcher und die beiden Fortsetzungen wieder veröffentlicht. Danach schrieb Kate Thompson bis 2009 jedes Jahr einen Roman. Ihre Gedichte, Romane sowie Kinder- und Jugendbücher wurden mehrfach ausgezeichnet.
Kate Thompson ist leidenschaftliche Fiddlespielerin und restauriert in ihrer Werkstatt alte Instrumente.

## Auszeichnungen
- The New Policeman:
  - Whitbread Book Award 2005 Kategorie Kinderbuch
  - Guardian Award 2005
  - Bisto Book of the Year Award 2006
  - Irish Book Award 2006 Kategorie Kinderbuch
  - Dublin Airport Authority Children’s Book of the Year Award 2005
- Annan Water – Bisto Book of the Year Award 2005
- The Alchemist's Apprentice – Bisto Book of the Year Award 2003
- The Beguilers – Bisto Book of the Year Award 2002

## Werke

### Liddy
- 1 The New Policeman, The Bodley Head 2005, ISBN 0-370-32823-X
  - Zwischen den Zeiten, cbt 2006, Übersetzerin  Kattrin Stier, ISBN 3-570-13105-X
- 2 The Last of the High Kings, The Bodley Head 2007, ISBN 0-370-32925-2
- 3 The White Horse Trick, Red Fox 2010, ISBN 978-1-86230-941-8

### Missing Link
- 1 The Missing Link, The Bodley Head 2000, ISBN 0-370-32409-9
  - Die vierte Welt, dtv 2004, Übersetzer Klaus Weimann, ISBN 3-423-70823-9
- 2 Only Human, The Bodley Head 2001, ISBN 0-370-32663-6
- 3 Origins, The Bodley Head 2003, ISBN 0-370-32574-5

### Switchers
- 1Switchers, The Bodley Head 1997, ISBN 0-370-32425-0
  - Switcher. Du bist mehr als Du weißt, Carlsen 2000, Übersetzerin Susanne Höbel, ISBN 3-551-58055-3
- 2 Midnight's Choice, The Bodley Head 1998, ISBN 0-370-32495-1
  - Switcher. Am Rand der Entscheidung, Carlsen 2002, Übersetzerin Rose Aichele, ISBN 3-551-58078-2
- Wild Blood, The Bodley Head 1999, ISBN 0-370-32419-6

### Weitere Romane
- Down Among the Gods, Virago 1997, ISBN 1-86049-349-1
  - Wenn Götter lieben, Goldmann 1998, Übersetzerin Inez Meyer, ISBN 3-442-54058-5
- Thin Air, Sceptre 1999, ISBN 0-340-73957-6
  - Bei Tag und bei Nacht, Goldmann 2000, Übersetzerin Andrea Schröder, ISBN 3-442-44549-3
- An Act of Worship, Sceptre 2001, ISBN 0-340-73960-6
- The Beguilers, The Bodley Head 2001, ISBN 0-370-32573-7
  - Nacht auf dem Wolkenberg, dtv 2003, Übersetzer Klaus Weimann, ISBN 3-423-70753-4
- The Alchemist's Apprentice, The Bodley Head 2002, ISBN 0-370-32545-1
- Annan Water, The Bodley Head 2004, ISBN 0-370-32822-1
  - Das silberne Pferd, cbt 2008, Übersetzerin Kattrin Stier, ISBN 978-3-570-30447-1
- The Fourth Horseman, The Bodley Head 2006, ISBN 0-370-32890-6
  - Der vierte Reiter, cbt 2007, Übersetzerin Kattrin Stier, ISBN 978-3-570-30402-0
- Creature of the Night, The Bodley Head 2008, ISBN 978-0-370-32929-1
- Highway Robbery, Greenwillow Books 2009, ISBN 0-06-173034-3